# Achille Foville
Achille Foville, född den 25 mars 1831, död den 15 december 1887, var en fransk läkare. Han var son till Achille Louis Foville.
Foville blev medicine doktor 1857. Liksom sin far var han en framstående psykiater. Dessutom var Foville en organiseratör av rang. Sedan han varit överläkare för asylen Quatre-Mares vid Rouen till 1880, utnämndes han till generalinspektör för Établissements de bienfaisance et des asiles d'aliénés och generalsekreterare i franska medicinalstyrelsen.